# Gjöa Rupes
La Gjöa Rupes è una struttura geologica della superficie di Mercurio.